# دی‌دالیک انترتینمنت
دی‌دالیک اینترتینمنت (انگلیسی: Daedalic Entertainment) شرکت بازی ویدئویی آلمانی است، که در سال ۲۰۰۷ تأسیس شد.